# Tetragoneura obliqua
Tetragoneura obliqua är en tvåvingeart som beskrevs av Tonnoir och Edwards 1927. Tetragoneura obliqua ingår i släktet Tetragoneura och familjen svampmyggor. Inga underarter finns listade i Catalogue of Life.